# 康斯坦丁·瓦西里耶维奇 (罗斯托夫)
康斯坦丁·瓦西里耶维奇（Константин Васильевич，？—1364年）俄国王公，罗斯托夫-鲍里索格列布斯基公爵。 
康斯坦丁·瓦西里耶维奇为罗斯托夫公爵瓦西里·康斯坦丁诺维奇的次子。
1320年尤里·亚历山德罗维奇公爵去世后，康斯坦丁·瓦西里耶维奇与其兄弟费奥多尔·瓦西里耶维奇分裂了罗斯托夫公国。他本人在公国分裂后统治罗斯托夫-鲍里索格列布斯基。
1328年，康斯坦丁·瓦西里耶维奇与莫斯科大公伊凡一世（钱袋）之女玛丽亚结婚。实际上伊凡一世有自己的目的，他很快利用罗斯托夫分裂出来的两个小公国的不安定局势把她们都控制了。很长一段时间内康斯坦丁·瓦西里耶维奇都是莫斯科的傀儡，被伊凡一世任意摆布，包括在1340年被派去参加金帐汗对斯摩棱斯克地区王公的远征。伊凡一世死后，康斯坦丁·瓦西里耶维奇又为他的儿子骄傲的谢苗所控制。1348年，他按照谢苗的指示前往支持诺夫哥罗德人抵御瑞典封建主的侵略。
在弗拉基米尔大公伊凡二世去世后，苏兹达尔的王公德米特里·康斯坦丁诺维奇获得了大公公位；他利用自己的权力于1360年将整个罗斯托夫（包括鲍里索格列布斯基和乌斯列滕斯基）都给予了康斯坦丁的侄子安德烈·费奥多洛维奇（费奥多尔·瓦西里耶维奇之子）。
在与安德烈·费奥多洛维奇进行了多年斗争之后，康斯坦丁·瓦西里耶维奇终于失败，于1363年被赶到乌斯丘格，不久在那里去世。
| 前任： 尤里·亚历山德罗维奇 | 罗斯托夫-鲍里索格列布斯基公爵 | 继任： 瓦西里二世 |